# Бел Плејн (Минесота)
Бел Плејн (енгл. Belle Plaine) град је у америчкој савезној држави Минесота.

## Демографија
По попису из 2010. године број становника је 6.661, што је 2.872 (75,8%) становника више него 2000. године.
| Група             | 2000.         | 2010.         |
| Белци             | 3.667 (96,8%) | 6.196 (93,0%) |
| Афроамериканци    | 5 (0,1%)      | 75 (1,1%)     |
| Азијати           | 27 (0,7%)     | 93 (1,4%)     |
| Хиспаноамериканци | 43 (1,1%)     | 142 (2,1%)    |
| Укупно            | 3.789         | 6.661         |